# بنك أي سي أي سي أي
بنك ICICI المحدود (الرمز في بورصة نيويورك: IBN) هو شركة خدمات مالية هندية مقرها مومباي. ويعد ثاني أكبر بنك في الهند من حيث الأصول، وثالث أكبر بنك من حيث القيمة السوقية. يقدم البنك طائفة كبيرة من الخدمات البنكية والمالية لتلبية احتياجات العملاء من خلال مجموعة متنوعة من قنوات التوزيع ومن خلال شركات متخصصة في مجالات الصيرفة الاستثمارية والتأمين على الحياة ورأس المال الاستثماري وإدارة الأصول. يمتلك البنك شبكة من 2883 فرع و10021 جهاز صراف آلي في الهند وله فروع في 19 دولة بما فيها الهند.
للبنك شركات تابعة في المملكة المتحدة وروسيا وكندا، وفروع في كل من الولايات المتحدة وسنغافورة والبحرين وهونغ كونغ وسريلانكا وقطر وفي مركز دبي المالي العالمي. كما أن له مكاتب ممثِلة في كل من الإمارات العربية المتحدة والصين وجنوب أفريقيا وبنغلاديش وتايلند وماليزيا وإندونيسيا. أسست الشركة التابعة في المملكة المتحدة فروعاً في كل من بلجيكا وألمانيا.
يعد بنك ICICI أحد البنوك الأربع الكبرى في الهند، إلى جانب بنك الدولة الهندي وبنك البنجاب الوطني وبنك كانارا.

## تاريخ الشركة

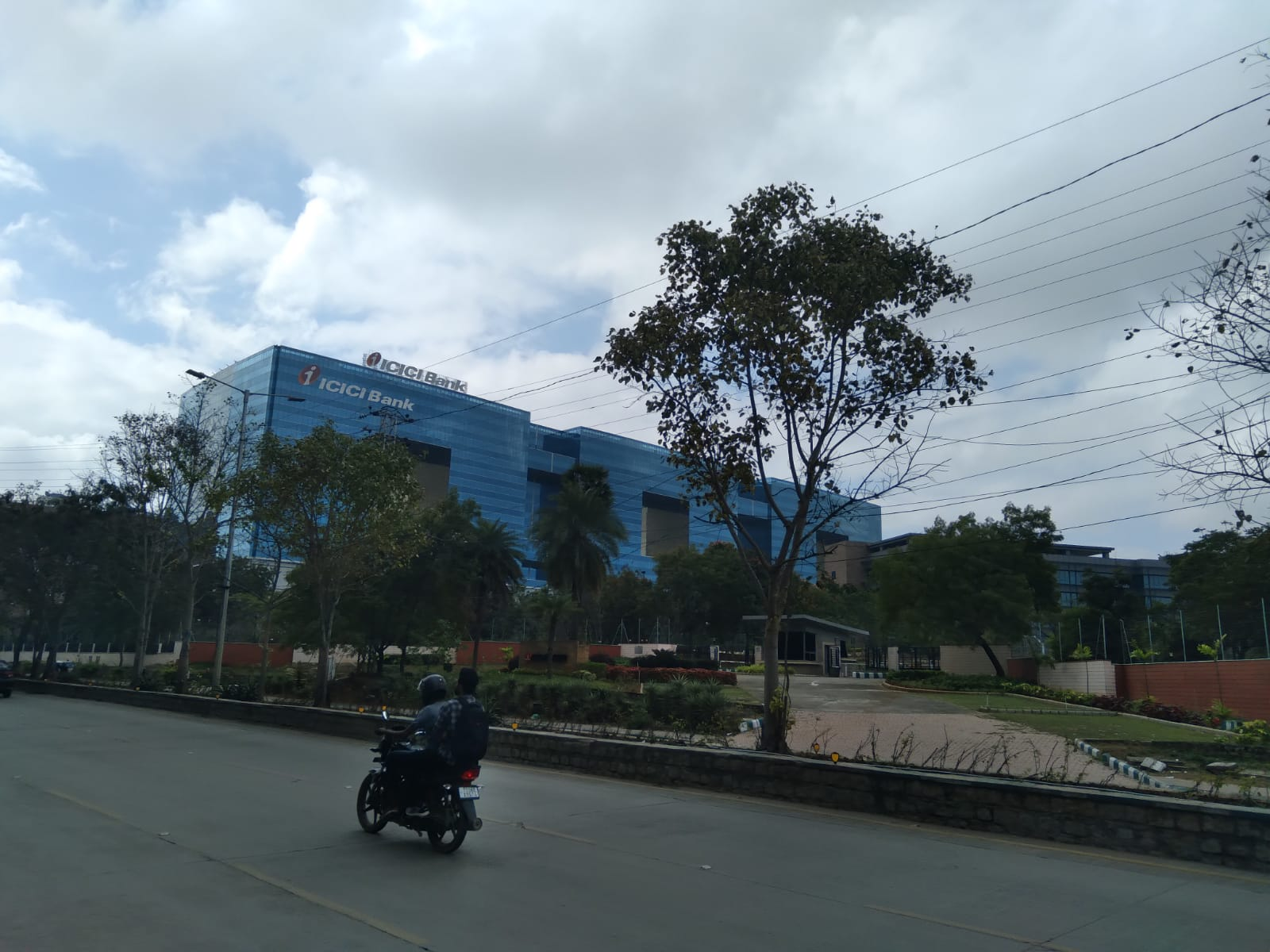
أبراج بنك ICICI في حيدر أباد: رمز لتوسع البنك منذ تأسيسه عام 1955

تأسس بنك ICICI عام 1994 من قبل «شركة الإنماء الصناعي والاستثماري الهندية» وهي مؤسسة مالية، وقد تأسست الشركة الأم عام 1955 كمشروع مشترك مع البنك الدولي، كإحدى بنوك القطاع الخاص وشركات تأمين القطاع العام في الهند، بهدف توفير تمويل للمشاريع الصناعية في الهند كان البنك يعرف في بداية الأمر باسم بنك الائتمان الصناعي والمؤسسة الاستثمارية لبنك الهند، قبل تغير الاسم إلى الاختصار ICICI. ثم دمجت الشركة الأم مع بنك ICICI. أطلق البنك الخدمات البنكية من خلال الإنترنت عام 1998

## روابط خارجية
- الموقع الرسمي

التصنيف:شركات مدرجة في بورصة نيويورك